# Bryophryne hanssaueri
Bryophryne hanssaueri é uma espécie de anfíbio anuro da família Strabomantidae. Está presente no Peru. Não foi ainda avaliada pela UICN.